# 吉田填一郎
吉田 塡一郎（よしだ しんいちろう、1946年4月25日 - ）は、日本のアナウンサー、実業家。元日本テレビ放送網（以下、NTV）→アール・エフ・ラジオ日本（以下、RF）アナウンサー、RF編成局長→常務取締役営業局長。千葉県出身。千葉県立千葉高等学校、中央大学経済学部卒業。

## 来歴・人物
1969年4月にNTVへアナウンサーとして入社。以来、プロ野球とゴルフを中心としたスポーツ中継アナウンサー一筋に活動してきた（スポーツ以外では『笑点』のアナウンサー大喜利に1度参加したことがある）。2003年末に日テレのグループ会社であるRFへ出向し、2004年には『ラジオ日本ジャイアンツナイター』で初めてラジオでのプロ野球実況を担当。同年シーズンオフには冠番組『吉田填一郎の巨人王国』を担当した。また、取締役編成局長も兼任していた。2008年6月の異動で営業局長となり、アナウンス職から離れた。2009年6月より常務取締役。
2006年途中頃より、RFウェブサイト内のプロフィールページには「ラジオ日本エグゼクティブアナウンサー」と記してある。
その後2011年にRFラジオ日本・日本テレビを退職。フリーアナウンサーとして、講演会を中心に活動している。

## エピソード
- 日本テレビ在籍時の1974年10月14日、長嶋茂雄の現役引退試合の実況中継ではベンチレポートを担当する。
- 2000年のON対決（巨人－ダイエー）第6戦でも実況を担当し、「20世紀最後を飾ったのは、東京、読売、巨人軍!監督長嶋茂雄、64歳、長嶋ジャイアンツは6年振り、巨人軍19回目の日本一、決定です!」のフレーズで巨人の日本一を伝えた[8]。
- 日本シリーズではこの他にも後楽園決戦と言われた1981年の日本シリーズ対日本ハム第4戦、1983年の日本シリーズ対西武第5戦、後楽園最後の年の1987年の日本シリーズ対西武第3戦、1989年の日本シリーズ対近鉄第5戦、1990年の日本シリーズ対西武第1戦、1994年の日本シリーズ対西武第6戦、1996年の日本シリーズ対オリックス第2戦、巨人以外のチームが出場したシリーズでは1999年のダイエー対中日第1戦を実況している。ちなみに実況を担当した日本シリーズでの巨人の成績は5勝3敗で、1994年と前述の2000年の2回巨人の日本一の瞬間を伝えた。
- 巨人のシーズン開幕戦（開催が東京ドーム（それ以前は後楽園球場）の場合のみ）の実況は1983年（対大洋。中継の冒頭で「入社15年目にして初めて」とコメントしている。ゲスト解説は長嶋茂雄、解説は土井正三）、1986年、1988年（いずれも対ヤクルト）、2001年（対阪神）の4回担当している（実況を担当した開幕戦での巨人の成績は3勝1敗）。
- 大学の先輩でもある小川光明と並び、日本テレビの名物スポーツアナウンサーのひとりであり、プライベートでも日本テレビの先輩でもある徳光和夫同様、熱狂的な巨人ファンとして知られている（本人いわく、水原・川上両監督の時代から知っているとも語っている）。日本テレビでは金田正一、ラジオ日本の中継やシーズンオフの番組では水野雄仁や須藤豊とコンビを組むことが多かった。特に金田とのコンビは日本テレビ野球中継の名物と言われていた。また巨人時代の仁志敏久のことを「My敏久」と呼んでいた。
- ゴルフ中継にも数多く出演しており、1983年「ハワイアンオープン」において、青木功が最終日18番ホールでのチップインバーディーによる逆転優勝の瞬間を伝えている。
- アメリカンフットボールでは1989年の第23回スーパーボウル（マイアミ・ジョー・ロビー・スタジアム）でジョー・モンタナ（当時サンフランシスコ・フォーティナイナーズ・クォーターバック。この時の対戦相手はシンシナティ・ベンガルズ）が演出した逆転劇（モンタナマジック）の実況[9]を担当したことでも知られる。NFLの実況を担当する以前はNCAA公式戦「ミラージュボウル」の実況(1985年[10])を担当したことがある。

## 出演番組
NTV時代
- THE BASEBALL 2003 バトルボールパーク宣言（プロ野球中継。RFへの出向に伴い、担当から離れる2003年当時のタイトル）
- プロゴルフ中継
- 東京箱根間往復大学駅伝競走中継（1997年 - 2000年の平塚中継所実況ほか）
- ラグビー中継
- 第23回スーパーボウル中継
- 野球教室
- サンデースポーツ9
- テレショップ（1972年 - 1974年）[2]

RF時代
- ラジオ日本ジャイアンツナイター
  - 東京ドーム場内ミニFM放送「GFM」での中継も担当。
- 吉田填一郎の野球王国